# Ellie Ewing
Eleanor „Ellie” Ewing (született  Eleanor Southworth, később Ellie Farlow) (1915–2001) a Dallas című sorozat egyik főszereplője. Jock Ewing, majd megözvegyülése után Clayton Farlow felesége, első házasságából született fiai John Ross „Jockey” Ewing, Gary Ewing és Bobby Ewing. Fiatal korában Ewingék nagy ellenlábasa, Barnes is udvarolt neki. Southfork Ellie örökségeként került a Ewing családba.
Barbara Bel Geddes alakítja az eredeti Dallas sorozatban. A 2012-es Dallas idején már elhunyt.

## Történet
Ellie 1915 körül született Aaron Southworth lányaként, akit megérintett az, hogy a lánya milyen vad és büszke az örökségére. Ellie-re jellemző volt az, hogy erősen hitt a családi szeretetben.
Az 1930-as években Ellie Digger Barnes kedvese volt. Amikor a nagy gazdasági világválság elkezdődött, Ellie családja veszélyesen közel került ahhoz, hogy elveszítsék Southfork Ranchet. Ellie ezekben az időkben kezdett el randevúzni Digger expartnerével, és az egykori barátjával, Jock Ewinggal, aki ekkor még pályája elején tartott az olajüzletben, és ezekben az időkben építette fel a Ewing Olajtársaságot. Azon a napon, amikor Ellie családja majdnem elvesztette Southforkot, feleségül ment Jockhoz, aki kifizette a családja adósságát és megmentette a ranchet a bukástól. Először csakis ezért ment hozzá Ellie Jockhoz, de később teljes szívéből beleszeretett, és több mint 45 évig maradtak házasok, egészen Jock 1982-ben bekövetkezett haláláig. A párnak három fia született: Jockey (J. R), Gary és Bobby.
1978: Az évek múlásával, Jock a Ewing Olajtársaságot felépítette az egyik legnagyobb és legerősebb független olajtársaságnak, és Southfork ismét egy nagyon sikeres farm lett Jock vezetésével. Jock átvette a legidősebb fiú, Jockey nevelését, és megtanította mindenre az olajüzlettel kapcsolatban, hogy aztán átvehesse a helyét a Ewing Olajtársaságban. Ezzel Jockeyt az egyik legerősebb olajmágnássá tette Jock az olaj üzletben. Ellie nagyon szerette a második fiát, Garyt, akiről úgy gondolta, hogy sokkal inkább hasonlít a Southworth család tagjaira, mint a Ewingokra. Ellie rossz névet vette, amikor Jock úgy ítélte meg Garyt, hogy gyenge, és emiatt Jockey is terrorizálta. Jock és Ellie legfiatalabb fiuk, Bobby, mindig is Jock kedvence volt és Ellie együtt mindig is elkényeztették.
1979-ben Ellie-nél mellrákot diagnosztizáltak, és megműtötték. Kis idő után szerencsére teljesen felépült.
1980-ban kiderült, hogy a farm munkavezetője, Ray Krebbs Jock törvénytelen fia. Jocknak a második világháború alatti szolgálatába viszonya volt egy ápolónővel, Margaret Hunterrel Angliában. Ebből a kapcsolatból született meg Ray. Ez a dolog rengeteg feszültséget okozott Ellie és Jock házasságában, mivel Ellie úgy érezte, hogy Jock lecserélte Garyt Rayre. Ez a feszültség majdnem Jock és Ellie válásához vezetett.
1981-ben szerencsére Jock és Ellie kibékültek, és elmentek egy második nászútra Párizsba. Ellie befogadta Rayt a családba, annak ellenére, hogy ő nem az ő fia, viszont ezek után mindig is a fiának tekintette Rayt. Nem sokkal ezután Jock Dél-Amerikába utazott, mivel ott addig feltáratlan olajmezőket találtak, és a kitermeléshez Dallasból kerestek szakembereket. Az volt a "küldetése", hogy segítsen az amerikai kormánynak az olaj feltárásában a dzsungelben.
1982-ben Jock munkája végeztével hazaindult, de a helikoptere viharba keveredett a dzsungelben, és lezuhant egy tóba. Az ottani csapatok azt jelentették, hogy Jock meghalt, de a testét soha nem találták meg.
1983-ban Ellie megtámadta Jock végrendeletét, mert miatta Jockey és Bobby között viszály alakult ki, és ez kezdte tönkretenni a családot is. Ellie elvesztette a pert, mert nem tudta meggyőzni a bíróságot arról, hogy Jock nem volt beszámítható állapotban, amikor a végrendeletet írta. Jock halála előtt Samantha Ewing elhagyta Jockeyt, és Southern Cross Ranch-re költöztek a kis Johnnyval, Dusty Farlow-hoz. Jockey tett egy kísérletet arra, hogy visszaszerezze a fiát, és magával vitte Ellie-t is, ahol az asszony először találkozott Dusty apjával, Clayton Farlow-val. Később Ellie és Clayton rendbe hoztak mindent, amit Jockey elrontott az üzletben. Amikor Clayton segített Samanthának Jockeyval kapcsolatban, ő és Ellie összebarátkoztak, és végül elkezdtek randevúzni.
1984-ben, két évvel Jock halála után, Ellie feleségül ment Clayton Farlow-hoz, annak ellenére, hogy Jockey és Clayton nővére, Jessica Montfort mindent megtettek azért, hogy megakadályozzák az esküvőt.
1986-ban egy Wes Parmalee nevű embert felbukkant, és azt állította, hogy valójában ő a néhai férje, Jock, és túlélte a helikopter szerencsétlenséget. Azt állította, hogy hosszú évekig kezelés alatt állt, és kiterjedt plasztikai műtéteket kellett rajta elvégezni, ami drasztikusan megváltoztatta a külsejét. Ellie nem tudta eldönteni, hogy hihet-e Wesnek, így ez eléggé megrontotta a házasságát Claytonnal. Végül, Wes bevallotta, hogy egy csaló, és hogy ő nem Jock.
1988-ban Ellie úgy döntött, hogy Claytonnal a kettejük nevére íratja Southforkot.
1990-ben Ellie és Clayton elutaztak, hogy bejárják keletet. Amíg a tengerentúlon voltak, addig Ellie úgy döntött, hogy nem tér vissza a Dallasba, mert elege volt a sok harcból és a sok tragédiából ami a családjukat az évek alatt érte. Így Ellie Southfork Ranch tulajdonjogát átíratta a legkisebb fiára, Bobbyra.
A Dallas Facebook oldala szerint Clayton 1999-ben bekövetkezett halála után Ellie visszaköltözött Southforkba Bobbyhoz és Jockeyhoz, és haláláig ott élt.

## Dallas (2012, televíziós sorozat)
2012-ben kiderült, hogy Miss Ellie 2001-ben elhunyt, és Southforkban temették el. Amikor a fia, Jockey 2013-ban elhunyt, Ellie végrendelete ismét felszínre került, és kiderült belőle, hogy Ellie Southfork felét az unokájának, John Ross Ewingnak adja.

## Fordítás
- Ez a szócikk részben vagy egészben  a   Miss Ellie Ewing című angol Wikipédia-szócikk fordításán alapul.  Az eredeti cikk szerkesztőit annak laptörténete sorolja fel. Ez a jelzés csupán a megfogalmazás eredetét és a szerzői jogokat jelzi, nem szolgál a cikkben szereplő információk forrásmegjelöléseként.